# Gaudiosa
Gaudiosa (rođena oko 695.) navodna je kraljica supruga Asturije.
Budući da je Gaudiosa spomenuta samo u kasnijim izvorima, moguće je da je njezino postojanje fabrikacija.
Gaudiosa se udala za Pelaya, osnivača Kraljevine Asturije, a bila je kršćanka. Nakon muževljeve je smrti postala časna sestra.
Suprugu je Gaudiosa rodila sina Favilu i kćer Ermesindu, koja se udala za Alfonsa Katoličkoga.